# Tania Bailey
Tania Bailey (* 2. Oktober 1979 in Stamford, Lincolnshire) ist eine ehemalige englische Squashspielerin.

## Karriere
Im Jahr 1998 gab Tania Bailey ihr Tourdebüt. In ihrer Karriere erreichte sie mit Rang vier im März 2003 ihre höchste Platzierung in der Weltrangliste und gewann auf der WSA World Tour insgesamt sechs Titel. Bereits in ihrer Juniorenkarriere wurde sie Weltmeister, als sie 1997 die Französin Isabelle Stoehr mit 9:6, 9:1 und 9:7 besiegte. Im Einzel gelang ihr ein solcher Erfolg bei den Damen nicht, mit der englischen Nationalmannschaft wurde sie 2000 und 2006 jedoch Weltmeister. Es folgten zwei Vizeweltmeistertitel in den Jahren 2008 und 2010. Mit der Mannschaft gewann sie sechs Titel bei Europameisterschaften. Im Einzel wurde sie 2007 Vizeeuropameister nach einer 5:9-, 9:3-, 7:9-, 5:9-Niederlage gegen ihre Landsfrau Jenny Duncalf. Bei den Commonwealth Games 2002 gewann sie im Doppelwettbewerb gemeinsam mit Cassie Jackman die Silbermedaille. Vier Jahre später gewann sie im Doppel die Bronzemedaille mit Vicky Botwright. Im Jahr 2006 wurde sie britische Landesmeisterin.
Tania Bailey beendete ihre professionelle Karriere Anfang 2012. Sie heiratete am 19. Februar 2010 Neil Hanson. Am 4. Januar 2013 wurde sie Mutter eines Sohnes.

## Erfolge
- Weltmeister mit der Mannschaft: 2000, 2006
- Vizeeuropameister: 2007
- Europameister mit der Mannschaft: 6 Titel (1999–2001, 2006, 2007, 2009)
- Gewonnene WSA-Titel: 6
- Commonwealth Games: 1 × Silber (Doppel 2002), 1 × Bronze (Doppel 2006)
- Britischer Meister: 2006